# Кубок Уельсу з футболу 2009—2010
Кубок Уельсу з футболу 2009–2010 — 123-й розіграш кубкового футбольного турніру в Уельсі. Титул втретє поспіль здобув клуб Бангор Сіті.

## Календар
| Раунд                 | Дата              | Матчі | Клуби     |
| --------------------- | ----------------- | ----- | --------- |
| Кваліфікаційний раунд | 15 серпня 2009    | 24    | 131 → 107 |
| Перший раунд          | 12 вересня 2009   | 43    | 107 → 64  |
| 1/32 фіналу           | 3 жовтня 2009     | 32    | 64 → 32   |
| 1/16 фіналу           | 31 жовтня 2009    | 16    | 32 → 16   |
| 1/8 фіналу            | 30 січня 2010     | 8     | 16 → 8    |
| 1/4 фіналу            | 27 лютого 2010    | 4     | 8 → 4     |
| 1/2 фіналу            | 10-11 квітня 2010 | 2     | 4 → 2     |
| Фінал                 | 1 травня 2010     | 1     | 2 → 1     |

## 1/16 фіналу
| Команда 1                 | Рахунок | Команда 2               |
| ------------------------- | ------- | ----------------------- |
| 31 жовтня 2009            |         |                         |
| Абердер Таун              | 2:0     | Елай Рейнджерс          |
| Бала Таун                 | 1:0     | Лланруг Юнайтед         |
| Кейрау                    | 1:2     | Аван Лідо               |
| Кайрус                    | 4:1     | Койдпойт Юнайтед        |
| Калдікот Таун             | 0:3     | Порт-Толбот Таун        |
| Кембріан-енд-Клайдеч-Вейл | 0:2     | Нью-Сейнтс              |
| Коннаг'с Куей Номандс     | 3:2 дч  | Ейрбас                  |
| Флінт Таун Юнайтед        | 0:1     | Бангор Сіті             |
| Гейверфордвест Каунті     | 1:2     | Аберіствіт Таун         |
| Лланеллі                  | 3:1     | Кармартен Таун          |
| Ллангейнор                | 1:6     | Голігед Готспур         |
| Лланголлен Таун           | 1:3     | Лландидно Джанкшн       |
| Понтардейв Таун           | 2:0     | Лландидно Таун          |
| Портмадог                 | 3:1     | Рідівмін                |
| Престатін Таун            | 3:0     | Кардіфф Джордж Арлекінс |
| Ріл                       | 4:2     | Брідженд Таун           |

## 1/8 фіналу
| Команда 1         | Рахунок | Команда 2             |
| ----------------- | ------- | --------------------- |
| 30 січня 2010     |         |                       |
| Аберіствіт Таун   | 0:2     | Порт-Толбот Таун      |
| Аван Лідо         | 2:1 дч  | Коннаг'с Куей Номандс |
| Бала Таун         | 2:0     | Кайрус                |
| Бангор Сіті       | 3:1     | Абердер Таун          |
| Лландидно Джанкшн | 0:6     | Нью-Сейнтс            |
| Лланеллі          | 4:0     | Голігед Готспур       |
| Престатін Таун    | 1:0     | Портмадог             |
| Ріл               | 7:0     | Понтардейв Таун       |

## 1/4 фіналу
| Команда 1      | Рахунок      | Команда 2        |
| -------------- | ------------ | ---------------- |
| 27 лютого 2010 |              |                  |
| Бала Таун      | 2:0 дч       | Аван Лідо        |
| Бангор Сіті    | 2:0          | Лланеллі         |
| Престатін Таун | 4:4 пен. 5:3 | Ріл              |
| Нью-Сейнтс     | 2:2 пен. 3:4 | Порт-Толбот Таун |

## 1/2 фіналу
| Команда 1        | Рахунок | Команда 2   |
| ---------------- | ------- | ----------- |
| 10 квітня 2010   |         |             |
| Порт-Толбот Таун | 1:0     | Бала Таун   |
| 11 квітня 2010   |         |             |
| Престатін Таун   | 0:2     | Бангор Сіті |

## Фінал
| 1 травня 2010 |

| Бангор Сіті                 | 3:2      | Порт-Толбот Таун      |
| --------------------------- | -------- | --------------------- |
| Гант 6' Рід 15' Морлі 90+1' | Протокол | Фахія 57' Маккріш 85' |

| «Парк Скартлетс», Лланеллі Глядачів: 1 303 Арбітр: Дін Джон |